# Eldar Ibrahimov
Eldar Ibrahimov est un homme politique azerbaïdjanais, membre des Ier, IIe, IIIe, IVe, Ve, VIe législatures de l'Assemblée nationale d'Azerbaïdjan.

## Biographie
Eldar Ibrahimov est né le 12 mars 1945 dans le village de Jahri de la région de Babek de la République autonome de Nakhitchevan. Il est diplômé de l'Institut d'agriculture d'Azerbaïdjan et de l'Institut de gestion sociale et de sciences politiques de Bakou. Il est l'auteur de 7 livres et 27 articles scientifiques. Elle parle anglais et russe.

### Carrière
Il est président de la Société d'amitié Azerbaïdjan-Ouzbékistan. En 1993-1995, il a travaillé comme vice-Premier ministre de la république autonome du Nakhitchevan, président du comité d'État pour l'économie et la planification.
Eldar Ibrahimov est membre du comité de politique agraire de l'Assemblée nationale et président de la commission disciplinaire. Il est le chef du groupe de travail sur les relations interparlementaires Azerbaïdjan-Ouzbékistan, membre des groupes de travail sur les relations avec les parlements de l'Autriche, de la Biélorussie, des Émirats arabes unis, de la République tchèque, de la Chine, de l'Iran, de l'Italie, de la Moldavie et du Pakistan, de la Serbie, Slovénie, Turquie, Turkménistan et Ukraine.
Il est membre de la délégation azerbaïdjanaise auprès de l'Assemblée parlementaire de l'Organisation de coopération économique de la mer Noire, de la commission interparlementaire sur la coopération bilatérale de l'Assemblée nationale de la république d'Azerbaïdjan et de l'Assemblée fédérale de la fédération de Russie.

### Famille
Il est marié et a trois enfants.

## Prix
- Ordre de la Gloire
- Ordre de l'Honneur